# Museo storico delle aviotruppe
Il Museo storico delle aviotruppe è un museo militare di circa 800 m2 che si trova presso il Centro addestramento paracadutismo di Pisa.

## Storia e descrizione
Inizialmente ospitato come “Sala Ricordi” nel 1971 all'interno della Caserma “Vannucci” a Livorno, si sposta in seguito nel centro addestramento paracadutismo di Pisa. 
Il museo contiene circa 3000 pezzi tra cui armamenti, stemmi, distintivi. Inoltre documenti storici (alcuni frutto di donazioni) raccontano la storia dei paracadutisti. All'esterno del museo sono presenti pezzi di artiglieria e automezzi che nel corso dei decenni sono stati in uso ai paracadutisti.
Si articola in 15 sale disposte in ordine cronologico: dalla nascita dei primi "brevettati" come paracadutisti militari, passando alla prima battaglia di El Alamein per arrivare fino ai nostri giorni.

### Sezioni dalla 1 alla 3
La visita inizia dalla sala con la raccolta delle medaglie d'Oro al Valor Militare conferite ai paracadutisti; si tratta di 40 decorazioni, tutte corredate di foto e motivazione, delle quali 31 conferite alla memoria.
Nella sala 2 sono presenti riproduzioni di disegni a partire da Leonardo da Vinci per passare ad altri autori per giungere alla 1ª G.M. che vede il paracadute impiegato come emergenza a bordo dei palloni frenati da osservazione.
Nella sala 3 sono contenuti documenti e immagini relative alle scuole di paracadutismo: la prima nata nel 1938 presso l'aeroporto "Cagna" di Castel Benito Tripoli; nel 1939 viene costituita a Tarquinia la seconda scuola dove vengono formati tutti i battaglioni.

### Sezioni sulle missioni durante la seconda guerra mondiale
Nella sala 4 sono presenti reperti, documenti e uniformi originali della storica battaglia di El Alamein. Nella sala 5 contiene memorie in riferimento alla campagna di Tunisia. La sala 6 invece riguarda la formazione di una seconda Divisione denominata "Nembo". La sala 7 affronta il tema della campagna di liberazione. La sala 8 contiene immagini e documenti della scuola di Tradate dove nasce nel 1943 il Centro di addestramento paracadutisti della Repubblica Sociale Italiana. La sala 9 ricostruisce la creazione del 1º Btg. par. "Mazzarini" risalente al settembre 1943. Nella sala 10 viene custodita parte della documentazione originale dal 1943 al 1945 con numerosi testi sul paracadutismo.

### Sezioni dalla 11 alla 15
La sala 11 riguarda il ritorno a Pisa dei paracadutisti nell'anno 1957. La sala 12 mostra il materiale violancistico con esposizione di vari modelli di paracadute. La sala 13 ricostruisce la battaglia della Meloria e il 3º Btg. Poggiorusco. La sala 14 riguarda le operazioni fuori area dal 1982 ad oggi. L'ultima sala, cioè la 15 riguarda il Reparto attività sportive e la missione dell'ENEA in Antartide.